# Gunther Schuller
Gunther Schuller (Nova Iorque, 22 de Novembro, de 1925; Nova Iorque, 21 de Junho de 2015) Foi um compositor, e tocador de trompa, norte-americano. Sendo considerado como uma das principais figuras da música clássica contemporânea.

## Biografia
Gunther Schuller estudou na Saint Thomas Choir School, onde tirou o curso de trompa. Aos dezassete anos, tinha o lugar principal de tocador de trompa na orquestra de Cincinnati Symphony; dois anos mais tarde, assumia a mesma posição na Metropolitan Opera Orchestra.
Em 1959, decide dedicar-se exclusivamente à composição. Estudou, e tocou, jazz com Dizzy Gillespie,Miles Davis, e John Lewis. Foi o criador do termo Terceira corrente (Third stream), que misturava a música clássica com  o jazz. Schuller escreveu cerca de 160 composições originais.
Em 1960, Schuller presidiu ao England Conservatory, criando um programa de jazz que, vastos  actualmente, é um dos principais centros de jazz do mundo.
Schuller foi o editor-chefe de Jazz Masterworks Editions, e co-director da orquestra Smithsonian Jazz Masterworks Orchestra, em Washington, D.C. Outro trabalho em que esteve envolvido, foi a preservação das últimas obras obra de Charles Mingus, no Lincoln Center, em 1989, lançados pela editora Columbia/Sony Records.

## Prémios
- Prémio Pulitzer de Música, em 1994, pelo seu trabalho para a Louisville Symphony Of Reminiscences and Reflections
- MacArthur Foundation "genius", em 1991
- William Schuman, em 1988, entregue pela Universidade de Columbia, pelos seus trabalhos na composição musical americana
- Ditson Conductor, em 1970

Em 1993, a revista Down Beat, entregou-lhe o prémio de Lifetime Achievement, pelas suas contribuições para o jazz.
Grammys:
- Melhor Álbum Clássico: Footlifters (compositor), em 1976
- Melhor Interpretação em Música de Câmara: Gunther Schuller (compositor) & The New England Conservatory Ragtime Ensemble for Joplin: The Red Back Book , em 1974